# Elecciones regionales de Venezuela de 2017
Las elecciones de gobernadores Venezuela 2017 se realizaron en 15 de octubre de 2017, y en ellas se eligieron a los gobernadores de cada entidad federal, por primera vez en la historia no resultaron elegidos en conjunto con los legisladores de los parlamentos estatales, optando para el periodo 2017-2021. Fueron las novenas elecciones regionales que se realizaron en Venezuela desde 1989, por segunda vez separando las elecciones estatales de las municipales, las cuales podrían realizarse a mediados de 2018. La toma de posesión de los gobernadores se realizó en los días previstos de acuerdo a las respectivas constituciones de los estados ante los parlamentos regionales, precedidos por la polémica juramentación ante la Asamblea Nacional Constituyente.

## Fecha
La controversia sobre la fecha de las elecciones se presentó debido a los índices de popularidad del partido gobernante, el Partido Socialista Unido de Venezuela (PSUV), el cual controlaba 20 de 23 estados y podía perder gobernaciones de tener lugar las elecciones. En julio de 2016 se mencionaba como posible fecha el 11 de diciembre, situación que fue discutida entre gobernadores y el CNE, pero que no fue confirmada por las autoridades.
Diversas organizaciones no gubernamentales han señalado que la Constitución de la República establece que las elecciones deben realizarse cada cuatro años, y por ende el CNE entraría en desacato al no anunciar la fecha de convocatoria de los comicios. Vicente Bello, representante de la MUD ante el CNE, señaló en octubre que la Ley de Presupuesto para el año 2016 contemplaba 13 043 014 bolívares para la realización de las elecciones.
El 18 de octubre de 2016 la presidenta del CNE, Tibisay Lucena, anunció que las elecciones regionales se realizarán a finales del primer semestre de 2017, declarando que el retraso se debe a una llamada "guerra económica" y los bajos precios del petróleo. Fuentes del gobierno indicaron que la verdadera razón del retraso fue la esperanza de que los precios del petróleo más altos pueden aumentar la popularidad del PSUV.
Finalmente el 23 de mayo de 2017 la presidenta del organismo electoral Tibisay Lucena anunció que las elecciones se realizarán el 10 de diciembre del mismo año. Sin embargo, el 12 de agosto la Asamblea Nacional Constituyente (ANC) emitió un decreto que reprograma las elecciones para el mes de octubre, sin entregar una fecha específica. Posteriormente sería anunciada la fecha específica por el ente comicial para el 15 de ese mes.
Liliana Hernández, coordinadora electoral de la MUD, denunció que el CNE no permitió observación internacional y no acreditó al Observatorio Electoral Venezolano para el acompañamiento durante las elecciones regionales.

## Encuestas

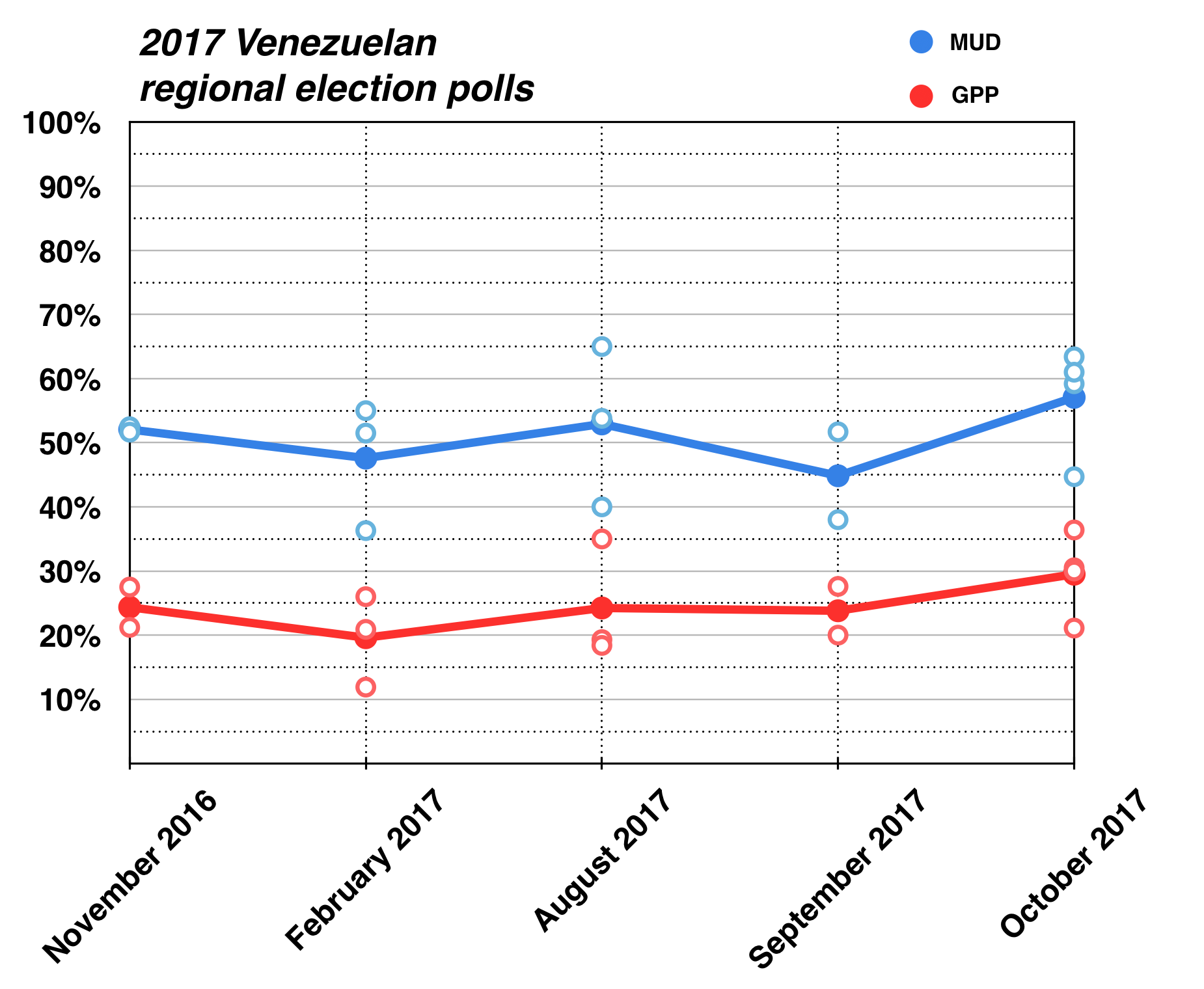
La línea azul representa el porcentaje que favorece a la MUD. La línea roja representa el porcentaje que favorece al GPP. Los puntos representan los resultados individuales.

## Partidos
- Mesa de la Unidad Democrática: Acción Democrática, Primero Justicia, Voluntad Popular, La Causa Radical, Movimiento Progresista de Venezuela, Avanzada Progresista, COPEI, Convergencia, Cuentas Claras, Gente Emergente, Fuerza Liberal, Fuerza Ciudadana, Proyecto Venezuela, MOVERSE,etc.
- Gran Polo Patriótico Simón Bolívar: Partido Socialista Unido de Venezuela, REDES, PIEDRA, Partido Comunista de Venezuela, Movimiento Electoral del Pueblo, Movimiento Tupamaro de Venezuela, Patria Para Todos, Partido Socialista Organizado en Venezuela, Por la Democracia Social, Unidad Popular Venezolana, Vanguardia Bicentenaria Republicana.
- Otros: Movimiento al Socialismo, Bandera Roja, MIN-UNIDAD, Movimiento Laborista, Movimiento Republicano, Solidaridad Independiente, Unión Republicana Democrática, Movimiento Ecológico de Venezuela, Opinión Nacional, Unidad Democrática, Electores Libres, Vanguardia Popular, Democracia Renovadora, Marea Socialista, Juan Bimba, NOS, PDUPL, PSOEV, NUVIPA, Poder Laboral, PSL, OPG, CONCIENCIA.

## Primarias
El 18 de octubre de 2016 Tibisay Lucena, la presidenta del CNE, anunció que las primarias de los partidos que deseen realizarlas para definir a sus candidatos se llevarán a cabo entre marzo y abril de 2017. El 7 de agosto de 2017 Tibisay anunció que la Mesa de la Unidad Democrática no podrá inscribir candidaturas en siete gobernaciones debido a decisiones tomadas en esos estados: Zulia, Apure, Monagas, Bolívar, Trujillo, Aragua y Carabobo.

## Irregularidades

### Antes de los resultados
Luis Emilio Rondón, rector del CNE, denunció durante la campaña varias irregularidades del CNE también señaladas por la oposición y por gobiernos como el de Canadá y Estados Unidos, y considera que el órgano electoral ha tomado varias medidas ilegales encaminadas a desmovilizar a los ciudadanos en las zonas consideradas mayoritariamente opositoras; recordó que la elección debía haberse celebrado en diciembre de 2016, cuando vencían los mandatos de los gobernadores de los 23 estados del país, y explicó que el CNE ha recibido quejas relacionadas con retrasos en la constitución de las mesas o en la llegada a las mismas de quienes deben ocuparse de ellas, además de problemas «tecnológicos con las máquinas de votación». También criticó que la televisión estatal, Venezolana de Televisión, transmitiera actos de propaganda electoral oficialista prohibidos por la ley desde el jueves. El rector calificó de «lamentable» que el propio canal público «esté infringiendo la normativa electoral». La más criticada de estas acciones fue la reubicación a menos de 72 horas de la elección de más de 250 centros de votación, muchos de ellos en zonas tradicionalmente opositoras y en los que votaban alrededor de medio millón de personas. La Mesa de la Unidad Democrática emitió un comunicado declarando:

Los cambios bruscos de centros de votación es una técnica conocida como ratón loco utilizada por el gobierno de Nicaragua para desconcertar a los votantes opositores. Desde el año 2006, cuando llegó al poder en Nicaragua, Daniel Ortega, todas las elecciones han sido fraudulentas mediante el uso de diversos mecanismos incluso grupos de choque similares a los colectivos. Esto es ampliamente conocido por la comunidad internacional

Aseguraron que Daniel Ortega y su esposa Rosario Murillo son aliados del presidente Nicolás Maduro y que «Ambos se han convertido ahora en los principales asesores de Maduro en la organización de fraudes electorales». En el comunicado la MUD exigió al Ejecutivo Nacional la expulsión inmediata de los asesores nicaragüenses de Venezuela y le pidió a la Organización de Estados Americanos (OEA) y a los gobiernos de la región exigir a Nicaragua no entrometerse en los asuntos internos de Venezuela, diciendo que «rechazamos la participación de Nicaragua en cualquier iniciativa relacionada con la situación de Venezuela». Liliana Hernández, coordinadora electoral de la MUD, denunció que el CNE no permitió observación internacional y no acreditó al Observatorio Electoral Venezolano para el acompañamiento durante las elecciones regionales.
Aunque el Observatorio Electoral Venezolano declaró que «hay incidentes pero estos son más aislados que generalizados», reportó varias irregularidades, como reportes de ausencia de testigos en centros de votación, que el portal web del CNE aún tenía datos desactualizados sobre la reubicación de centros electorales, que Carlos Ocariz, candidato a la gobernación de Miranda, postergó su derecho al voto por ser agredido y que en un centro electoral ubicado en Palo Verde le pedía a electores pasar por un «punto rojo» del PSUV para verificar sus datos después de votar. Durante las elecciones hubo negativa por parte del Plan República y miembros de mesa para que medios de comunicación registrasen el proceso. En el colegio Fermín Toro de Valencia uno de los testigos denunció que su credencial le fue arrebatada por un funcionario luego de que intentara tomar fotos del centro. Hasta horas de la madrugada, el Sistema de Medios Públicos transmitió propaganda electoral de los candidatos oficialistas, violando la normativa electoral. En Los Teques varias mesas electorales abrieron tarde y con miembros de mesa accidentales (electores esperando en la fila y testigos de mesa). Daniel Ascanio, presidente de la Federación de Centros de Estudiantes de la Universidad Simón Bolívar, sostuvo que simpatizantes del oficialismo tomaron el centro electoral más grande de Guarenas para impedir que los electores votaran. A pesar de que para las 10  a. m. la MUD registró más de 620 incidentes irregulares, la organización opositora aseguró que las denuncias representan aún un porcentaje bajo y estaban siendo atacadas regionalmente para solucionar los problemas. El ministro de defensa Padrino López reportó la comisión de 26 presuntos crímenes electorales, y Foro Penal Venezolano reportó 15 detenciones por los mismos, incluyendo una por tomar una foto a la papeleta electoral, entre las cuales la mayoría de los detenidos han sido liberados.
Después de las elecciones, el candidato por la MUD Carlos Ocariz aseguró que no reconocería a Héctor Rodríguez como gobernador del estado Miranda. Como parte de las denuncias realizadas por el candidato opositor, explicó que por ejemplo, en 403 centros de 1118 “no pudimos conectarnos con los testigos porque cerraron las líneas telefónicas”. Aseguró que tienen “todas las actas y las estamos revisando. Pero no es un tema solo de actas” ya que “en muchos centros de votación sacaron a nuestros testigos a la fuerza”. Detalló que, “de manera ilegal no permitieron las sustituciones que es un derecho nuestro y está establecido en la Constitución. Faltando 48 horas para que se instalarán las mesas de manera inescrupulosa e ilegal el CNE hace una movida y cambia de su centro de votación a 225 mil mirandinos”. Explicó que hicieron una reingeniería con las reubicaciones de centros y esto “afectó notablemente los resultados”. Agregó que las personas que se movilizaron en autobuses a los centros reubicados, los asaltaron y golpearon (…) utilizaron la violencia como herramienta para evitar el voto”. “Vimos lo que es la masificación del voto múltiple al no haber tinta indeleble” y agregó que Venezuela enfrenta actualmente “un sistema absolutamente fraudulento”. “Hay inconsistencias numéricas entre las encuestas y los resultados electorales“. El comando de campaña de Ocariz denunció que el Plan República no permitiió el 74% de las auditorías ciudadanas, que en 242 centros la transmisión de datos ocurrió pasadas las 8:30 p. m.. y que el PSUV recibió más de 67 mil votos luego de la hora oficial de cierre de los centros de votación.

### Después de los resultados
La Mesa de la Unidad Democrática difundió un comunicado fijando una postura y denunciando las diversas irregularidades durante el proceso, entre las cuales se encuentran:

1- Una población electoral de al menos 1.000.080 electores se les impidió u obstaculizó votar en centros históricamente favorables a la oposición, por máquinas dañadas, mesas que no abrieron o que tuvieron retrasos injustificados hasta altas horas de la noche.
2- Más de 700 mil venezolanos que fueron migrados de sus centros 48 horas antes de la elección e inclusive el mismo día de la elección.
3- Una población electoral afectada de al menos 350.000 ciudadanos afectados por violencia e intimidación dentro y fuera de los centros electorales lo que impidió u obstaculizó el ejercicio libre al voto.
4- Al menos 90.537 votos nulos que debieron haber sido adjudicados a los candidatos de la oposición producto del impedimento de sustitución de candidatos ya retirados en fraude a la ley.
5- Coacción y chantaje a empleados públicos y beneficiaros de programas sociales obligándolos a votar con el acompañamiento de dirigentes del PSUV y a través del carnet de la patria, lo que impide el ejercicio del voto libre.
6- Electores que ejercieron multiples votos e irrespetando el principio “un elector un voto”, facilitado por la ausencia de tinta indeleble por primera vez en nuestra historia.
7- Prórrogas irregulares luego de la hora del cierre legal.
8- Obstaculización de las auditorías del proceso de verificación ciudadana lo que impide verificar la consistencia entre los votos emitidos y los resultados transmitidos.
9- Inconsistencia numérica de resultados electorales históricos así como con todos los estudios, encuestas y bocas de urnas realizadas.

Tarjetas opositoras (MUD) más votada en cada estado.
Acción Democrática
Primero Justicia
COPEI
Avanzada Progresista
Voluntad Popular
Un Nuevo Tiempo

El portal oficial del Consejo Nacional Electoral (CNE) publicó en su portal resultados en Bolívar que confirmaban la victoria de la oposición, eliminándolos en cuestión de horas. El candidato opositor a la gobernación, Andrés Velásquez, anunció antes de que el CNE contabilizara los votos de que los resultados que lo mostraban como ganador eran «irreversibles», declarando tener el 100 % de las actas, señalando que el CNE no las había contabilizado por intentar revertir la ventaja obtenida y asegurando que hasta el momento tenía 50,42 % de votos adjudicados, 272 960 votos, mientras que el PSUV tenía el 49,58 %, lo cual representa 268 361 votos.
Los gobiernos de Argentina, Brasil, Canadá, Chile, Colombia, Costa Rica, Guatemala, Honduras, México, Panamá, Paraguay y Perú pidieron una "auditoría independiente" de las elecciones regionales "ante los diversos obstáculos, actos de intimidación, manipulación e irregularidades que caracterizaron a los comicios", con el fin de aclarar la controversia generada sobre los resultados.
El 18 de octubre, el candidato para el estado Bolívar Andrés Velásquez denunció como "fraude" el nombramiento del candidato Justo Noguera Pietri a la gobernación de Bolívar, alegando la existencia de actas invalidadas. Ese mismo día, el diputado Enrique Márquez presentó comparaciones de las actas de escrutinio de varias mesas de votación con los resultados mostrados por el CNE, en las que le restaban votos a Andrés Velásquez y le añadían votos a Justo Noguera Pietri, incluyendo una mesa en donde mostraban un porcentaje de participación de 96,67 %.

## Resultados[28]
| Estado        | Electores  | Candidato GPP            | Votos     | %      | Candidato MUD          | Votos     | %      | Escrutados | Participación |
| ------------- | ---------- | ------------------------ | --------- | ------ | ---------------------- | --------- | ------ | ---------- | ------------- |
| Amazonas      | 107 896    | Miguel Rodríguez         | 40 549    | 60,09% | Bernabé Gutiérrez      | 20 972    | 31,08% | 67 479     | 62,54%        |
| Anzoátegui    | 1 066 195  | Aristóbulo Isturiz       | 319 271   | 47,06% | Antonio Barreto Sira   | 350 673   | 51,69% | 678 388    | 63,63%        |
| Apure         | 334 268    | Ramón Carrizalez         | 104 762   | 52,13% | José Montilla          | 63 898    | 31,79% | 200 974    | 60,12%        |
| Aragua        | 1 213 087  | Rodolfo Marco Torres     | 422 381   | 57,02% | Ismael García          | 292 090   | 39,43% | 740 747    | 61,06%        |
| Barinas       | 560 790    | Argenis Chávez           | 184 961   | 53,11% | Freddy Superlano       | 153 719   | 44,14% | 348 254    | 62,18%        |
| Bolívar       | 973 381    | Justo Noguera Pietri     | 276 655   | 49,09% | Andrés Velásquez       | 275 184   | 48,83% | 563 522    | 57,96%        |
| Carabobo      | 1 561 777  | Rafael Lacava            | 486 654   | 52,75% | Alejandro Feo La Cruz  | 420 874   | 45,62% | 922 487    | 59,07%        |
| Cojedes       | 240 646    | Margaud Godoy            | 93 752    | 55,68% | Alberto Galíndez       | 71 900    | 42,71% | 168 362    | 69,96%        |
| Delta Amacuro | 120 242    | Lizeta Hernández         | 46 886    | 60,24% | Larissa González       | 29 688    | 38,14% | 77 830     | 64,73%        |
| Falcón        | 668 149    | Víctor Clark             | 224 091   | 52,44% | Eliézer Sirit          | 187 713   | 43,93% | 427 334    | 63,96%        |
| Guárico       | 526 963    | José Vásquez             | 206 774   | 61,77% | Pedro Loreto           | 124 826   | 37,29% | 334 728    | 63,52%        |
| Lara          | 1 261 626  | Carmen Meléndez          | 471 164   | 58,33% | Henri Falcón           | 325 231   | 40,27% | 807 709    | 64,02%        |
| Mérida        | 602 637    | Jehyson Guzmán           | 181 820   | 46,54% | Ramón Guevara          | 198 532   | 50,82% | 390 664    | 64,83%        |
| Miranda       | 2 075 234  | Héctor Rodríguez         | 641 735   | 52,78% | Carlos Ocariz          | 555 347   | 45,67% | 1 213 871  | 58,60%        |
| Monagas       | 625 457    | Yelitza Santaella        | 222 634   | 54,07% | Guillermo Call         | 180 477   | 43,83% | 411 752    | 65,83%        |
| Nueva Esparta | 350 093    | Carlos Mata Figueroa     | 107 316   | 47,40% | Alfredo Díaz           | 117 430   | 51,87% | 226 392    | 64,67%        |
| Portuguesa    | 605 921    | Rafael Calles            | 238 626   | 64,51% | María Beatriz Martínez | 121 838   | 32,94% | 369 899    | 61,11%        |
| Sucre         | 643 440    | Edwin Rojas              | 236 669   | 59,79% | Robert Alcalá          | 153 823   | 38,86% | 395 829    | 61,52%        |
| Táchira       | 851 494    | José Vielma Mora         | 181 605   | 35,41% | Laidy Gómez            | 324 541   | 63,27% | 512 936    | 60,27%        |
| Trujillo      | 529 867    | Henry Rangel Silva       | 201 300   | 59,75% | Carlos González        | 127 168   | 37,74% | 336 917    | 63,59%        |
| Vargas        | 279 952    | Jorge García Carneiro    | 94 721    | 52,98% | José Manuel Olivares   | 81 472    | 45,57% | 178 780    | 63,86%        |
| Yaracuy       | 430 459    | Julio León Heredia       | 186 401   | 62,13% | Luis Parra             | 106 679   | 35,56% | 300 033    | 69,70%        |
| Zulia         | 2 452 432  | Francisco Arias Cárdenas | 646 617   | 47,38% | Juan Pablo Guanipa     | 700 755   | 51,35% | 1 364 778  | 55,71%        |
| Total         | 18 082 006 | GPP                      | 5 817 344 | 52,69% | MUD                    | 4 984 830 | 45,15% | 11 039 665 | 61,05%        |

## Reacciones

### Internacionales
- Unión Europea: Federica Mogherini, jefa de la diplomacia europea, se mostró sorprendida con los resultados y expresó que «habrá que investigar lo ocurrido en realidad». El presidente de la Eurocámara, Antonio Tajani, continúa presionando a 28 cancilleres para que adopten sanciones contra los miembros del gobierno venezolano.[29]
- Israel: El portavoz del Ministerio de Exteriores israelí, Emmanuel Nahshon, emitió un comunicado que declara que «Israel exige al Gobierno venezolano que permita a la oposición venezolana competir con libertad por sus puestos» y que se «proteja el derecho constitucional de sus ciudadanos a votar y que garantice que las elecciones regionales se efectúen de un modo libre y transparente respetando la prerrogativa de los venezolanos de diseñar el modelo de país que desean».[30]
- Estados Unidos:El Departamento de Estado aseguró que las elecciones regionales de este domingo en Venezuela no fueron "libres" ni "justas", y advirtió de que seguirá presionando "económica y diplomáticamente" al Gobierno de Nicolás Maduro para que se "restaure la democracia" en el país, Heather Nauert portavoz del departamento emitió un comunicado diciendo "Condenamos la falta de elecciones libres y justas ayer en Venezuela. No se escuchó la voz del pueblo venezolano".[31]
- Ecuador: El expresidente de la República de Ecuador, Rafael Correa, declaró que "con estos resultados, el pueblo venezolano desnuda la manipulación mediática".[32]

### Nacionales
- Mesa de la Unidad Democrática: Gerardo Blyde, el jefe del comando de campaña de la MUD, desconoció los resultados y reafirmó la desconfianza de los resultados ofrecidos por el Consejo Nacional Electoral.[33]
- Venebarómetro: Edgar Gutiérrez, director de la encuestadora Venebarómetro, declaró que «los resultados son absolutamente inconsistentes con todos los sondeos que mostraban a un chavismo en franca minoría».[34]
- PSUV: El partido gobernante calificó los resultados como una "victoria épica en la Patria de Chávez y Bolívar".[35]